# Milmersdorf (Sachsen bei Ansbach)
Milmersdorf (fränkisch: Milmasch-dorf) ist ein Gemeindeteil der Gemeinde Sachsen bei Ansbach im Landkreis Ansbach (Mittelfranken, Bayern). Milmersdorf liegt in der Gemarkung Sachsen b.Ansbach.

## Geografie
Durch das Dorf fließt der Milmersbach. Nördlich schließt sich der Milmersdorfer Forst an, westlich das Waldgebiet Urles. Östlich liegt die Flur Milmersdorfer Leiten, südlich die Bergäcker. Der Ort ist durch ein Neubaugebiet mit dem westlich gelegenen Sachsen zusammengewachsen. Eine Gemeindeverbindungsstraße führt die Kreisstraße AN 12 kreuzend nach Sachsen (1,3 km südwestlich) bzw. nach Herpersdorf zur Staatsstraße 2412 (2 km östlich).

## Geschichte
Der Ort wurde im Jahr 1450 als „Wilmannsdorff“ erstmals urkundlich erwähnt. Das Bestimmungswort des Ortsnamens ist der Personenname „Willmann“. Eine Person dieses Namens ist als Gründer dieser Siedlung anzunehmen.
Im Salbuch des nürnbergischen Pflegamtes Lichtenau von 1515 wurden für Milmersdorf 3 Untertansfamilien angegeben, die alle der Reichsstadt Nürnberg unterstanden.
Laut der Amtsbeschreibung des Pflegamtes Lichtenau aus dem Jahr 1748 zählte der Ort zur Hauptmannschaft Sachsen. Es gab 3 Untertansfamilien, die alle nürnbergisch waren (Landesalmosenamt: 1, Mendelsche Zwölfbruderstiftung: 1, St.-Klara-Klosteramt: 1).
Gegen Ende des 18. Jahrhunderts gab es in Milmersdorf drei Anwesen und ein Gemeindehirtenhaus. Das Hochgericht und die Dorf- und Gemeindeherrschaft übte das Pflegamt Lichtenau aus. Die Grundherrschaft über alle Anwesen hatte die Reichsstadt Nürnberg (Landesalmosenamt: 1 Hof, Mendelsche Zwölfbruderstiftung: 1 Hof, St.-Klara-Klosteramt: 1 Hof).
1806 kam Milmersdorf zum Königreich Bayern. Im Rahmen des Gemeindeedikts wurde Milmersdorf dem 1808 gebildeten Steuerdistrikt Sachsen und der 1810 gegründeten Ruralgemeinde Sachsen zugeordnet.

## Einwohnerentwicklung
| Jahr      | 001810 | 001818 | 001840 | 001861 | 001871 | 001885 | 001900 | 001925 | 001950 | 001961 | 001970 | 001987 |
| Einwohner | 37     | 37     | 36     | 45     | 41     | 45     | 41     | 42     | 61     | 77     | 170    | 39     |
| Häuser    | 5      | 6      | 6      |        |        | 7      | 7      | 6      | 6      | 15     |        | 11     |
| Quelle    | [ 13 ] | [ 14 ] | [ 15 ] | [ 16 ] | [ 17 ] | [ 18 ] | [ 19 ] | [ 20 ] | [ 21 ] | [ 22 ] | [ 23 ] | [ 1 ]  |

## Religion
Der Ort ist seit der Reformation evangelisch-lutherisch geprägt und nach St. Alban (Sachsen bei Ansbach) gepfarrt. Die Einwohner römisch-katholischer Konfession sind nach St. Johannes (Lichtenau) gepfarrt.